# Condé-sur-Suippe
Condé-sur-Suippe è un comune francese di 242 abitanti situato nel dipartimento dell'Aisne della regione dell'Alta Francia.

## Società

### Evoluzione demografica
Abitanti censiti